# チチブリンドウ
チチブリンドウ（秩父竜胆、学名：Gentianopsis contorta (Royle) Ma）は、リンドウ科シロウマリンドウ属に分類される一年生植物-越年草の1種。種小名（contorta）は「回旋状の」を意味し、蕾がねじれていることに由来する。シノニムがGentianella contorta (Royle) Harry Sm.とGentiana contorta Royle。本種は日本では、1952年に清水大典が秩父山地の十文字峠付近の石灰岩地帯で最初に採取した。1955年に佐竹義輔がこれを新種と考え調査していると、中国東北産のヒロハヒゲリンドウ（Gentiana yamatsutaeKitag.）と同種であり、ヒマラヤ産の（Gentiana contorta Royal）と同種であることが分かり、さらにリンドウ属とは萼の性質が異なり、花冠裂片の間に副片がないこと、花筒内面の基部付近に腺体があること、柱頭がとさか状になることなどから、シロウマリンドウ属（Gentianopsis Ma）の種であることが分かり、チチブリンドウという和名がつけられた。ほとんどの高山系リンドウ科植物が高山帯の草地を好むのに対し、本種は渓谷上部の霧の多い石灰岩地帯を好むため、目立たず、発見が遅れたとみられている。タカネリンドウと共にシロウマリンドウ属に属し、独特の形態をしていて、近縁種は発見されていない。別名がヒロハヒゲリンドウ。

## 特徴
茎は高さは6-17 cm、単一またはわずかに分枝し、円く、狭い膜質の翼がある。茎葉は対生し、卵状楕円形で長さ10-15 mm、幅4-9 mm、先は円く、基部はくさび形になり、なかば茎を抱き、下部の葉ほど小型になる。花は4数性で花柄は短く、茎や枝の先に1個ずつつく。萼は花筒よりもやや短く長さ13-15 mm、萼裂片は内外各2個、内片は三角形で先は次第に尖り、長さ5 mm、外片は内片とやや同長であるがはるかに狭く、ともに背部は竜骨状になる。内片と外片の重なるところに膜質の袋状のものがあり、その上縁に柱状突起がある。花冠は薄紫色で筒状鐘形で5裂し、長さ2 cm前後、4裂片は卵状楕円形で長さ約5 mm、全縁で、副片も内片もなく、渦巻状になる。花冠内面の基部の近くに、花糸と交互に長さ0.6-1 mmの円錐状腺体がある。花柱はごく短く、柱頭は2裂し、とさか状で反り返る。花期は8月-9月-10月。蒴果は花冠よりやや長く、線状倒皮針形で短柄がある。一年生または二年生とされているが、少なくとも一部の個体は多年生である。日本の主な産地での産地間の形態的な差はほとんど確認されていない。アーバスキュラー菌根が存在し、他のシロウマリンドウ属の種とは異なった生長のプロセスをもっている。

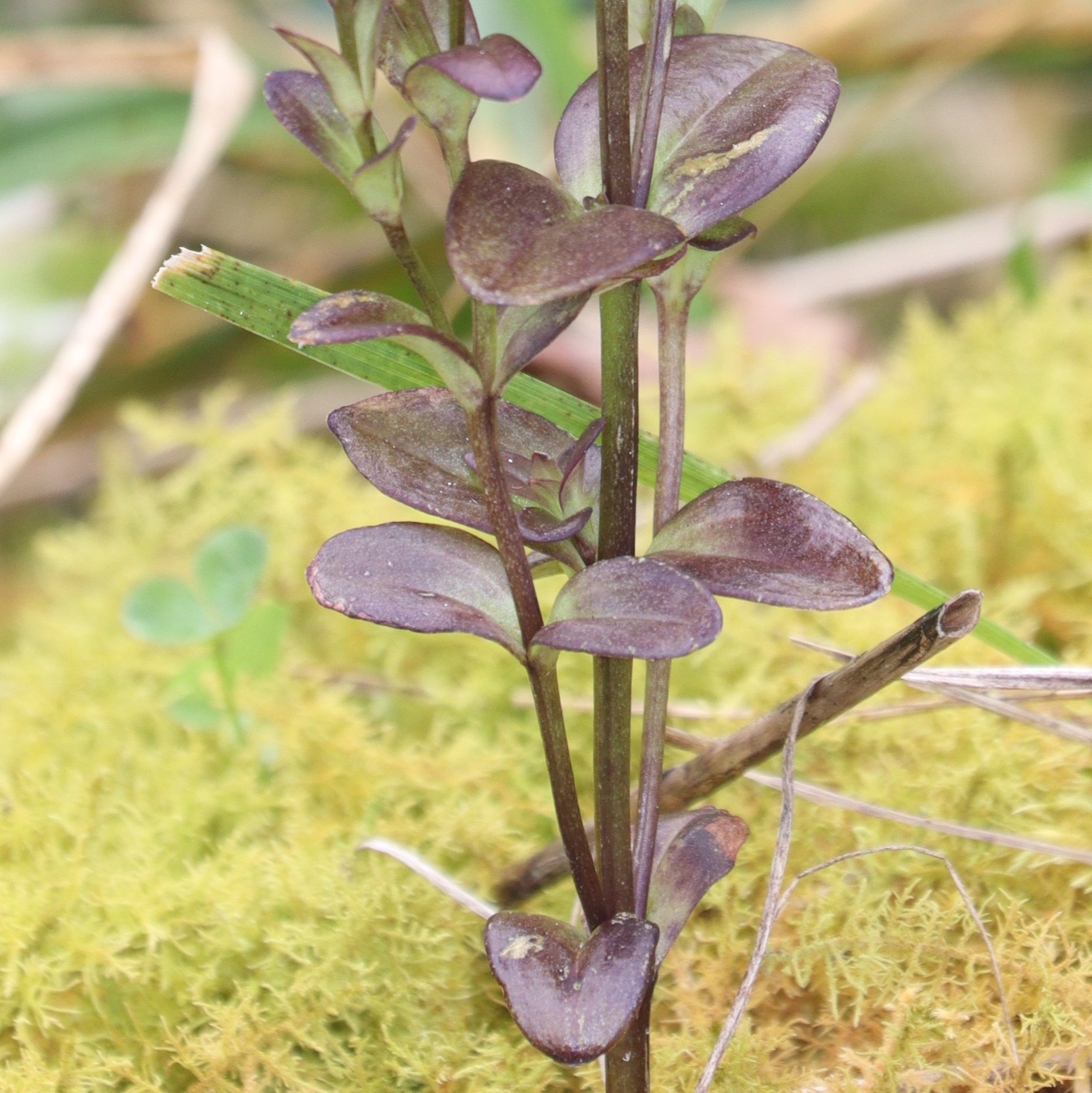
茎葉は対生し、卵状楕円形で先は円い
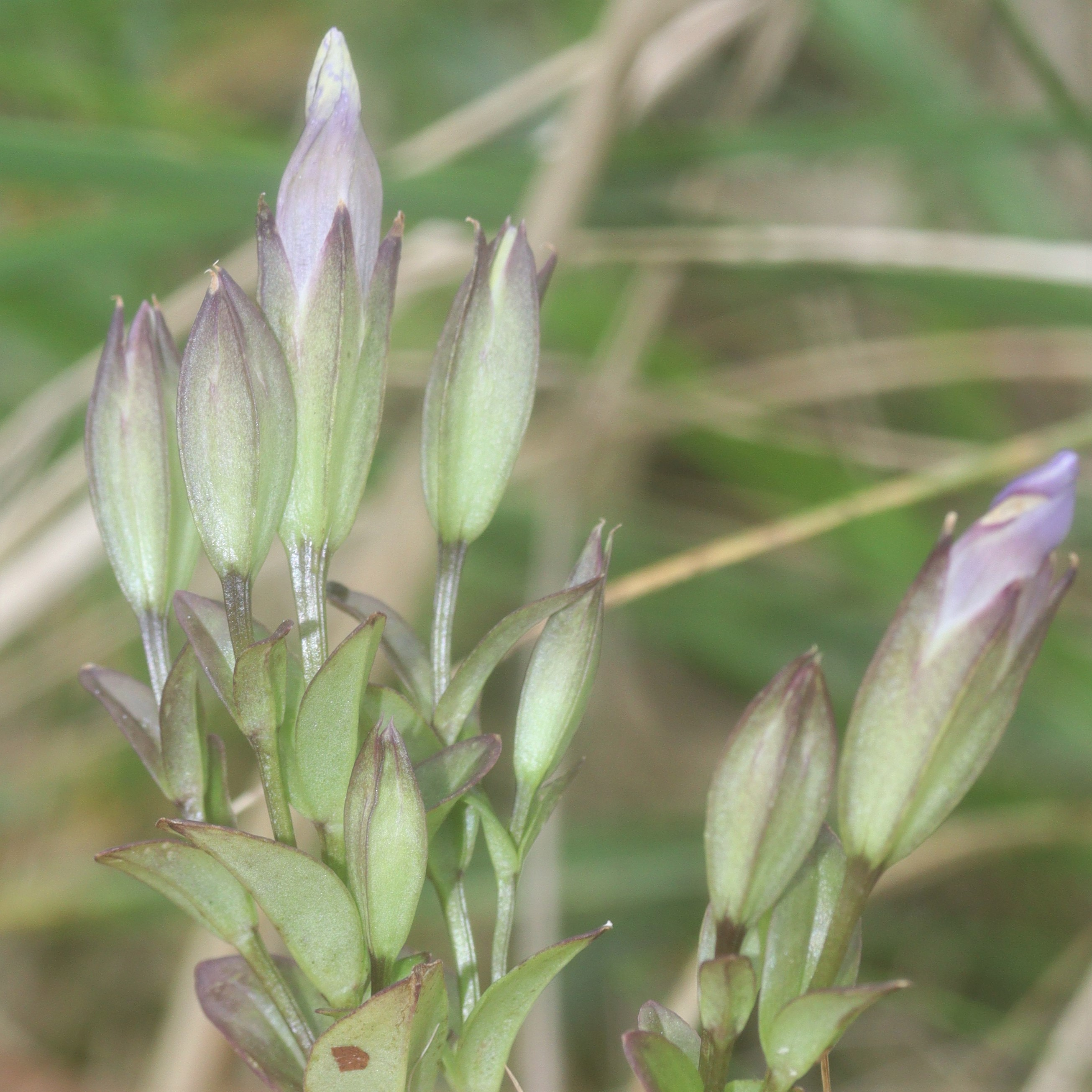
花冠は薄紫色で筒状鐘形

## 分布と生育環境

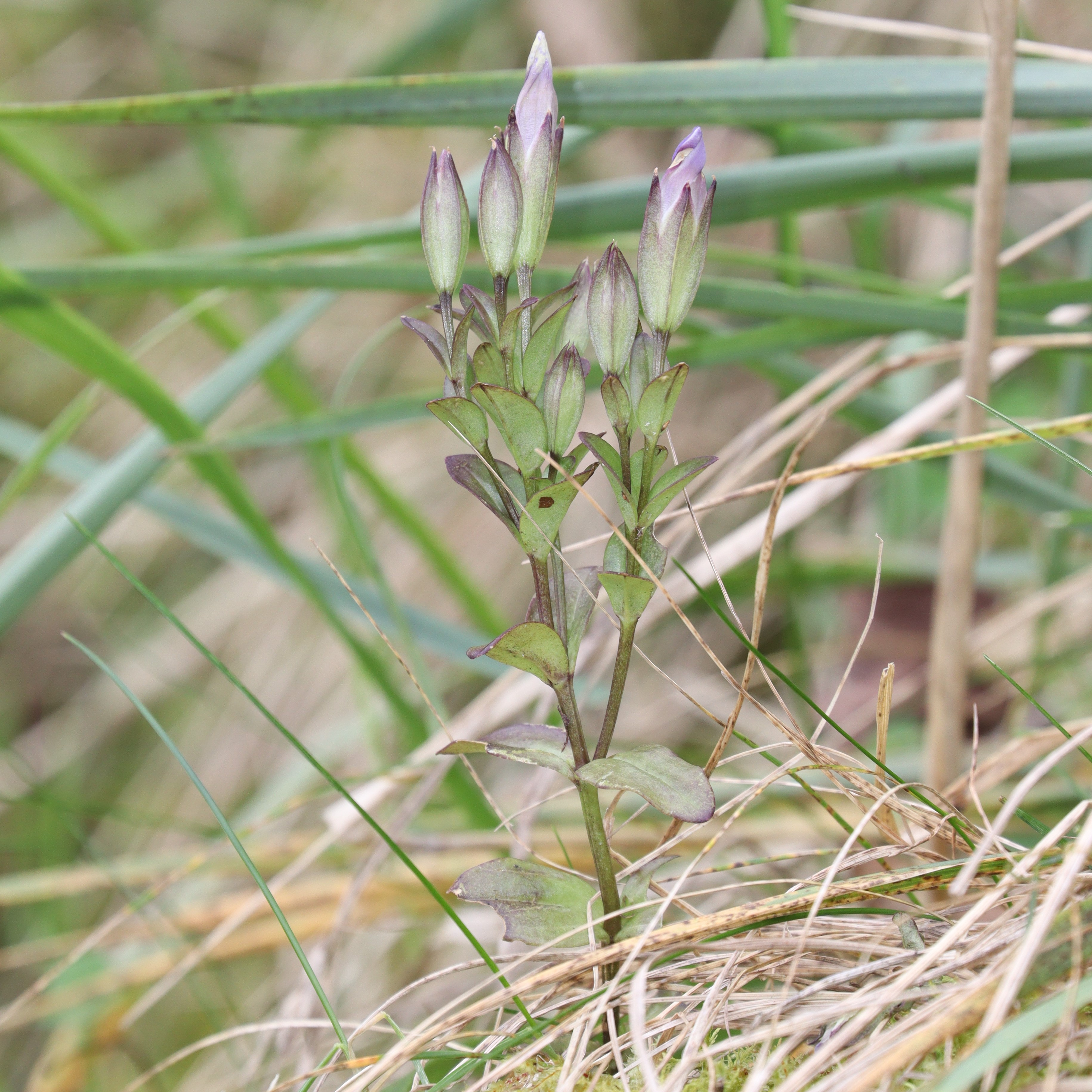
石灰岩地帯の砂礫が多い草地に生育するチチブリンドウ

インドのヒマラヤ、中国（チベット自治区、雲南省、貴州省、四川省、青海省、遼寧省）と日本に隔離分布している。基準標本は北インドムスーリー(Mussoorie)のもの。
日本では本州（秩父山地、赤石山脈西麓、伊吹山）に隔離分布している。1952年に秩父山地で最初に発見され、その後長野県伊那市戸台川白岩で発見された。1996年に滋賀県伊吹山の標高1,200 mの急峻な崖の岩棚などで発見された。群馬県多野郡多野山地と埼玉県両神山系で新産地が報告されている（秩父の環境を考える会、毎日新聞、1998年1月13日）。1998年10月9日に長野県諏訪郡富士見町釜無山地の標高1,000 mの石灰岩で本種の新産地が確認された。
深山の山地帯-亜高山帯の石灰岩地帯の砂礫が多い草地、草原などに稀に生育する。

## 種の保全状況評価
環境省によるレッドリストで絶滅危惧IB類（EN）の指定を受けている。
絶滅危惧IB類 (EN)（環境省レッドリスト）
また以下の都道府県でレッドリストの指定を受けている。群馬県の叶山山頂では1952年に本種の標本が採集されていたが、当時は本種と同定されずに、その後石灰採掘により絶滅した。埼玉県では、県希少野生動植物種保護条例指定種の一つに選定されている。
- 絶滅危惧IA類 - 群馬県[14]、埼玉県[15]、長野県[16]
- 絶滅危惧I類 - 岐阜県[17]
- 絶滅危惧増大種 - 滋賀県[18]